# Dnešický potok
Dnešický potok je pravostranný přítok řeky Radbuzy v okrese Plzeň-jih v Plzeňském kraji. Délka toku činí 13,9 km. Plocha povodí měří 43,6 km².

## Průběh toku
Potok pramení západně od Soběkur v nadmořské výšce 432 m. V pramenné oblasti směřuje tok na východ. Nejprve napájí Zadní a Přední rybník a poté teče zatrubněným úsekem ve výše zmíněné obci, pod níž se jeho upravené koryto postupně obrací na sever. V polích mezi desátým a jedenáctým říčním kilometrem zadržuje vody Dněšického potoka podlouhlý bezejmenný rybník. Mezi devátým a desátým říčním kilometrem podtéká silnici II/230 spojující obec Oplot s Přestavlky. Na zhruba 8,3 říčním kilometru přijímá zleva Lažanský potok, který pramení západně od Lažan. Pod ústím Lažanského potoka proudí Dnešický potok krátce na severovýchod, protéká Dnešicemi, kde se otáčí na severozápad. Pod obcí přijímá zprava Suchanovský potok a dále pokračuje k Černotínu, kde se stáčí na sever. Mezi Černotínem a Vstiší se na toku nacházejí Nový vstišský rybník a o něco níže po proudu Kastelský rybník. Pod Kastelským rybníkem protéká potok Vstiší, severozápadně od níž se vlévá do řeky Radbuzy v nadmořské výšce 324 m.

### Větší přítoky
- Lažanský potok, zleva, ř. km 8,3
- Suchanovský potok, zprava, ř. km 6,7

## Vodní režim
Průměrný průtok Dnešického potoka u ústí činí 0,1 m³/s.